# Drag Race España
Drag Race España es un programa de telerrealidad español sobre drag queens basado en la serie estadounidense del mismo estilo RuPaul's Drag Race. El concurso busca coronar a la próxima Superestrella Drag de España. El programa es presentado por Supremme de Luxe y lleva en emisión cinco temporadas.

## Formato
El objetivo del concurso es encontrar a la mejor Superestrella Drag de España. Para ello, las concursantes deben de superar una serie de desafíos: sesiones de fotos, retos de baile, artísticos o actuaciones musicales. La prueba final de cada programa es una gran pasarela en la que las participantes muestran sus mejores looks según un tema común con el objetivo de conquistar al jurado. Las dos concursantes peor valoradas del programa se baten en duelo haciendo lip sync; consecuentemente, la perdedora de este es eliminada y abandona la competición.

## Producción
El programa es producido por World of Wonder y Atresmedia en colaboración con Buendía Estudios. Se estrenó el mes de mayo de 2021 a través de la plataforma de pago Atresplayer Premium, mientras que en Estados Unidos y el resto del mundo es emitido vía streaming en WOW Presents Plus.
Es la sexta versión internacional de la franquicia Drag Race, después de Drag Race Thailand (Tailandia), RuPaul's Drag Race UK (Reino Unido), Canada's Drag Race (Canadá) y Drag Race Holland (Países Bajos), RuPaul's Drag Race Down Under (Australia y Nueva Zelanda).
El 30 de diciembre de 2020 se anunció la apertura del proceso de selección de las participantes. El jurado y la presentadora fueron anunciados en marzo de 2021, mientras que las diez concursantes fueron anunciadas el 26 de abril de 2021. Dos días después, Michelle Visage hizo la presentación oficial de las concursantes y anunció que el programa se estrenaría en mayo de ese mismo año.
En agosto de 2021, se renovó el formato por una segunda edición. En enero de 2022, se confirmó la continuación del mismo jurado para la segunda edición y, a través de un anuncio en redes sociales, la fecha de presentación de las doce concursantes de la segunda temporada. Esta se produjo el 20 de febrero en un sketch titulado Meet the Queens.
El 16 de junio de 2022, Atresmedia Televisión en colaboración con Buendía Estudios, renovó el concurso por una tercera temporada. El 3 de agosto de 2023, anunciaron la renovación para una cuarta temporada con la apertura del casting. El 22 de marzo de 2024, se anuncia la renovación para una quinta temporada.

## Equipo
A finales de febrero de 2021, el programa anunció la composición del jurado que acompañaría a Supremme de Luxe, formado por «Los Javis» (pareja de actores formada por Javier Ambrossi y Javier Calvo) y la diseñadora de moda Ana Locking.
| Nombre           | Puesto                | Temporadas | Temporadas | Temporadas | Temporadas | Temporadas |
| Nombre           | Puesto                | 1          | 2          | 3          | 4          | 5          |
| ---------------- | --------------------- | ---------- | ---------- | ---------- | ---------- | ---------- |
| Supremme de Luxe | Presentadora y jurado |            |            |            |            |            |
| Javier Ambrossi  | Jurado                |            |            |            |            |            |
| Javier Calvo     | Jurado                |            |            |            |            |            |
| Ana Locking      | Jurado                |            |            |            |            |            |

### Jueces invitados
Cada episodio, de cada temporada, acude a ocupar la cuarta silla del jurado, un juez invitado. A continuación, se muestra un listado por temporadas de los jueces invitados (en orden de emisión):
| Temporada 1: - Jon Kortajarena, modelo - Paca La Piraña, vedette - Carlos Areces, actor y cantante - Bad Gyal, cantante - Alaska, cantante - Susi Caramelo, presentadora y humorista - Envy Peru, ganadora de la primera edición de Drag Race Holland Temporada 2: - Gloria Trevi, cantante - La Zowi, cantante - Eduardo Casanova, actor y director - La Prohibida, cantante y drag queen - María León, actriz - Choriza May, ganadora de la primera edición de Drag Idol y concursante de la tercera edición de Drag Race UK - Ruth Lorenzo, cantante - Anabel Alonso, actriz y humorista - Alexis Mateo, finalista de la tercera edición de RuPaul's Drag Race y de la quinta edición de RuPaul's Drag Race: All Stars | Temporada 3: - Paco León, actor y director - Soraya Arnelas, cantante - Palomo Spain, diseñador de moda - Paco Plaza, director de cine - La Terremoto de Alcorcón, cómica y vedette - Mónica Cruz, actriz - Eva Soriano, presentadora y humorista - María Peláe, cantante - Valentina, Miss Simpatía de la novena edición de RuPaul's Drag Race y 7.ª clasificada de la cuarta edición de RuPaul's Drag Race: All Stars Temporada 4: - Boris Izaguirre. periodista y escritor - Manuela Trasobares, cantante, política y activista LGBT - Loles León, actriz - Belén Aguilera, cantante y compositora - Valeria Vegas, periodista y escritora - Melody, cantante y actriz - Eduardo Navarrete, diseñador de moda - Valeria Ros, cómica y guionista - Lola Rodríguez, actriz |

## Temporadas
| Temporada | Estreno                  | Final                   | Concursantes | Ganadora      | Finalistas                                       | Miss Simpatía        | Episodios             |
| --------- | ------------------------ | ----------------------- | ------------ | ------------- | ------------------------------------------------ | -------------------- | --------------------- |
| 1         | 30 de mayo de 2021       | 25 de julio de 2021     | 10           | Carmen Farala | Killer Queen y Sagittaria                        | Pupi Poisson         | 8 + "El reencuentro"  |
| 2         | 27 de marzo de 2022      | 5 de junio de 2022      | 12           | Sharonne      | Venedita Von Däsh, Estrella Xtravaganza y Marina | Samantha Ballentines | 10 + "El reencuentro" |
| 3         | 16 de abril de 2023      | 25 de junio de 2023     | 13           | Pitita        | Vania Vainilla, Hornella Góngora y Kelly Roller  | María Edilia         | 10 + "El reencuentro" |
| 4         | 22 de septiembre de 2024 | 15 de diciembre de 2024 | 12           | Le Cocó       | Vampirashian, Chloe Vittu y La Niña Delantro     | Dita Dubois          | 11 + "El reencuentro" |
| 5         | septiembre de 2025       | 2025                    | 12           |               |                                                  |                      | 10 + "El reencuentro" |

## Concursantes
Las concursantes que han competido en Drag Race España son:

### Drag Race España (temporada 1)
Las drag queens que compitieron en la primera temporada de Drag Race España fueron 10:
| Concursante                | Edad | Origen                     | Posición  |
| -------------------------- | ---- | -------------------------- | --------- |
| Carmen Farala              | 31   | Sevilla                    | 1.ª       |
| Killer Queen               | 31   | Madrid                     | 2.ª / 3.ª |
| Sagittaria                 | 22   | Barcelona                  | 2.ª / 3.ª |
| Pupi Poisson               | 38   | Madrid                     | 4.ª       |
| Dovima Nurmi               | 24   | Barcelona                  | 5.ª       |
| Hugáceo Crujiente          | 25   | Valencia                   | 6.ª       |
| Arantxa Castilla-La Mancha | 23   | Badajoz                    | 7.ª       |
| Inti                       | 20   | Madrid                     | 8.ª       |
| Drag Vulcano               | 30   | Las Palmas de Gran Canaria | 9.ª       |
| The Macarena               | 29   | San Fernando               | 10.ª      |

### Drag Race España (temporada 2)
Las drag queens que compitieron en la segunda temporada de Drag Race España son 12:
| Concursante          | Edad | Origen                     | Posición  |
| -------------------- | ---- | -------------------------- | --------- |
| Sharonne             | 45   | Sabadell                   | 1.ª       |
| Venedita Von Däsh    | 28   | Elche                      | 2.ª / 3.ª |
| Estrella Xtravaganza | 25   | Jerez de la Frontera       | 2.ª / 3.ª |
| Marina               | 34   | Barcelona                  | 4.ª       |
| Juriji Der Klee      | 31   | Madrid                     | 5.ª       |
| Drag Sethlas         | 30   | Las Palmas de Gran Canaria | 6.ª       |
| Diamante Merybrown   | 25   | Zaragoza                   | 7.ª       |
| Onyx                 | 33   | Madrid                     | 8.ª       |
| Jota Carajota        | 18   | Jerez de la Frontera       | 9.ª       |
| Samantha Ballentines | 35   | San Fernando               | 10.ª      |
| Ariel Rec            | 33   | Madrid                     | 11.ª      |
| Marisa Prisa         | 30   | Burela                     | 12.ª      |

### Drag Race España (temporada 3)
Los nombres de las doce nuevas reinas de la tercera temporada de Drag Race España fueron revelados el 19 de marzo de 2023, durante el programa Meet The Queens. The Macarena, concursante de la primera temporada, fue anunciada como la decimotercera reina en competición durante el primer episodio de la temporada.
| Concursante      | Edad | Origen                     | Posición  |
| ---------------- | ---- | -------------------------- | --------- |
| Pitita           | 27   | Barcelona                  | 1.ª       |
| Vania Vainilla   | 39   | Zaragoza                   | 2.ª       |
| Hornella Góngora | 35   | Alicante                   | 3.ª / 4.ª |
| Kelly Roller     | 30   | Málaga                     | 3.ª / 4.ª |
| Clover Bish      | 24   | Granollers                 | 5.ª       |
| Bestiah          | 30   | Madrid                     | 6.ª       |
| Pakita           | 28   | Sevilla                    | 7.ª / 8.ª |
| Pink Chadora     | 38   | Málaga                     | 7.ª / 8.ª |
| Visa             | 34   | Tampico, México            | 9.ª       |
| The Macarena     | 31   | San Fernando               | 10.ª      |
| Chanel Anorex    | 31   | Salamanca                  | 11.ª      |
| Drag Chuchi      | 32   | Las Palmas de Gran Canaria | 12.ª      |
| María Edilia     | 41   | Maracay, Venezuela         | 13.ª      |

### Drag Race España (temporada 4)
Los nombres de las doce nuevas reinas de la cuarta temporada de Drag Race España fueron revelados el 8 de septiembre de 2024, durante el programa Meet The Queens.
| Concursante          | Edad | Origen                | Posición |
| -------------------- | ---- | --------------------- | -------- |
| Le Cocó              | 28   | Madrid                | 1.ª      |
| La Bella Vampi       | 30   | Valencia              | 2. ª     |
| Chloe Vittu          | 23   | Moncada y Reixach     | 3. ª     |
| La Niña Delantro     | 22   | Castellón de la Plana | 4.ª      |
| Mariana Stars        | 28   | Mérida, Venezuela     | 5.ª      |
| Megui Yeillow        | 31   | Écija, Andalucía      | 6.ª      |
| Angelita la Perversa | 44   | Sevilla               | 7.ª      |
| Miss Khristo         | 31   | Madrid                | 8.ª      |
| Kelly Passa!?        | 38   | Madrid                | 9.ª      |
| Dita Dubois          | 37   | Tenerife              | 10.ª     |
| Porca Theclubkid     | 38   | Madrid                | 11.ª     |
| Shani LaSanta        | 25   | Jerez de la Frontera  | 12.ª     |

### Drag Race España (temporada 5)
Los nombres de las doce nuevas reinas de la quinta temporada de Drag Race España serán revelados el 7 de septiembre de 2025, durante el programa Meet The Queens.

## Clasificación
| Lugar     | Temporada 1                | Temporada 2                            | Temporada 3                   | Temporada 4          |
| --------- | -------------------------- | -------------------------------------- | ----------------------------- | -------------------- |
| Ganadora  | Carmen Farala              | Sharonne                               | Pitita                        | Le Cocó              |
| Finalista | Sagittaria Killer Queen    | Venedita Von Däsh Estrella Xtravaganza | Vania Vainilla                | La Bella Vampi       |
| 3.°       | Sagittaria Killer Queen    | Venedita Von Däsh Estrella Xtravaganza | Hornella Góngora Kelly Roller | Chloe Vittu          |
| 4.°       | Pupi Poisson               | Marina                                 | Hornella Góngora Kelly Roller | La Niña Delantro     |
| 5.°       | Dovima Nurmi               | Juriji der Klee                        | Clover Bish                   | Mariana Stars        |
| 6.°       | Hugáceo Crujiente          | Drag Sethlas                           | Bestiah                       | Megüi Yeillow        |
| 7.°       | Arantxa Castilla-La Mancha | Diamante Merybrown                     | Pakita                        | Angelita la Perversa |
| 8.°       | Inti                       | Onyx                                   | Pink Chadora                  | Miss Khristo         |
| 9.°       | Drag Vulcano               | Jota Carajota                          | Visa                          | Kelly Passa?!        |
| 10.°      | The Macarena               | Samantha Ballentines                   | The Macarena                  | Dita Dubois          |
| 11.°      |                            | Ariel Rec                              | Chanel Anorex                 | Porca Theclubkid     |
| 12.°      | Marisa Prisa               | Drag Chuchi                            | Shani LaSanta                 |                      |
| 13.°      |                            | María Edilia                           |                               |                      |

## Palmarés
| Edición            | Fecha | Presentadora     | Canal de emisión    | Ganadora      | Finalistas                                   | Miss Simpatía        |
| ------------------ | ----- | ---------------- | ------------------- | ------------- | -------------------------------------------- | -------------------- |
| Drag Race España 1 | 2021  | Supremme de Luxe | Atresplayer Premium | Carmen Farala | Killer Queen Sagittaria                      | Pupi Poisson         |
| Drag Race España 2 | 2022  | Supremme de Luxe | Atresplayer Premium | Sharonne      | Venedita Von Däsh Estrella Xtravaganza       | Samantha Ballentines |
| Drag Race España 3 | 2023  | Supremme de Luxe | Atresplayer Premium | Pitita        | Vania Vainilla Hornella Góngora Kelly Roller | María Edilia         |
| Drag Race España 4 | 2024  | Supremme de Luxe | Atresplayer Premium | Le Cocó       | Vampirashian Chloe Vittu La Niña Delantro    | Dita Dubois          |
| Drag Race España 5 | 2025  | Supremme de Luxe | Atresplayer Premium |               |                                              |                      |

## Controversia
La inclusión de Los Javis generó rechazo entre los fanes del formato original, que criticaban, entre otras cosas, el hecho de que la pareja «hubiese monopolizado la presencia LGBT» en la televisión española.

## Programa derivado
En septiembre de 2022, Atresmedia anunció que estaba trabajando en un nuevo formato derivado del original, RuPaul's Drag Race: All Stars, titulado: Drag Race España: All Stars. En noviembre de 2023, anunció su fecha de estreno para enero de 2024.